# Vijfde colonne
De vijfde colonne is een term die gebruikt wordt voor bepaalde krachten die in een land of een andere eenheid voor de vijand actief zijn. De term suggereert een georganiseerde samenzwering, die op instigatie van de vijand van binnenuit de weerstand probeert uit te hollen.

## Herkomst
Het woord is afkomstig uit de Spaanse Burgeroorlog (1936 - 1939). Generaal Emilio Mola had deze term in 1936 in een propagandatoespraak gebruikt om de aanhangers van de nationalisten die zich in Madrid bevonden, mee aan te duiden. Pas in 1939 wist Francisco Franco de stad te veroveren, met vier colonnes. Mola was toen al 2 jaar dood, maar de ondergronds opererende nationalisten die hij met vijfde colonne had aangeduid juichten de troepen toe onder de leus “¡Han pasado!” (ze zijn er toch doorheen gekomen!) Eerder was de naam ook al eens door Lev Trotski gebruikt voor het Vijfde Leger, dat tijdens de Russische Burgeroorlog als elite-eenheid was opgericht.

## Tijdens de Tweede Wereldoorlog

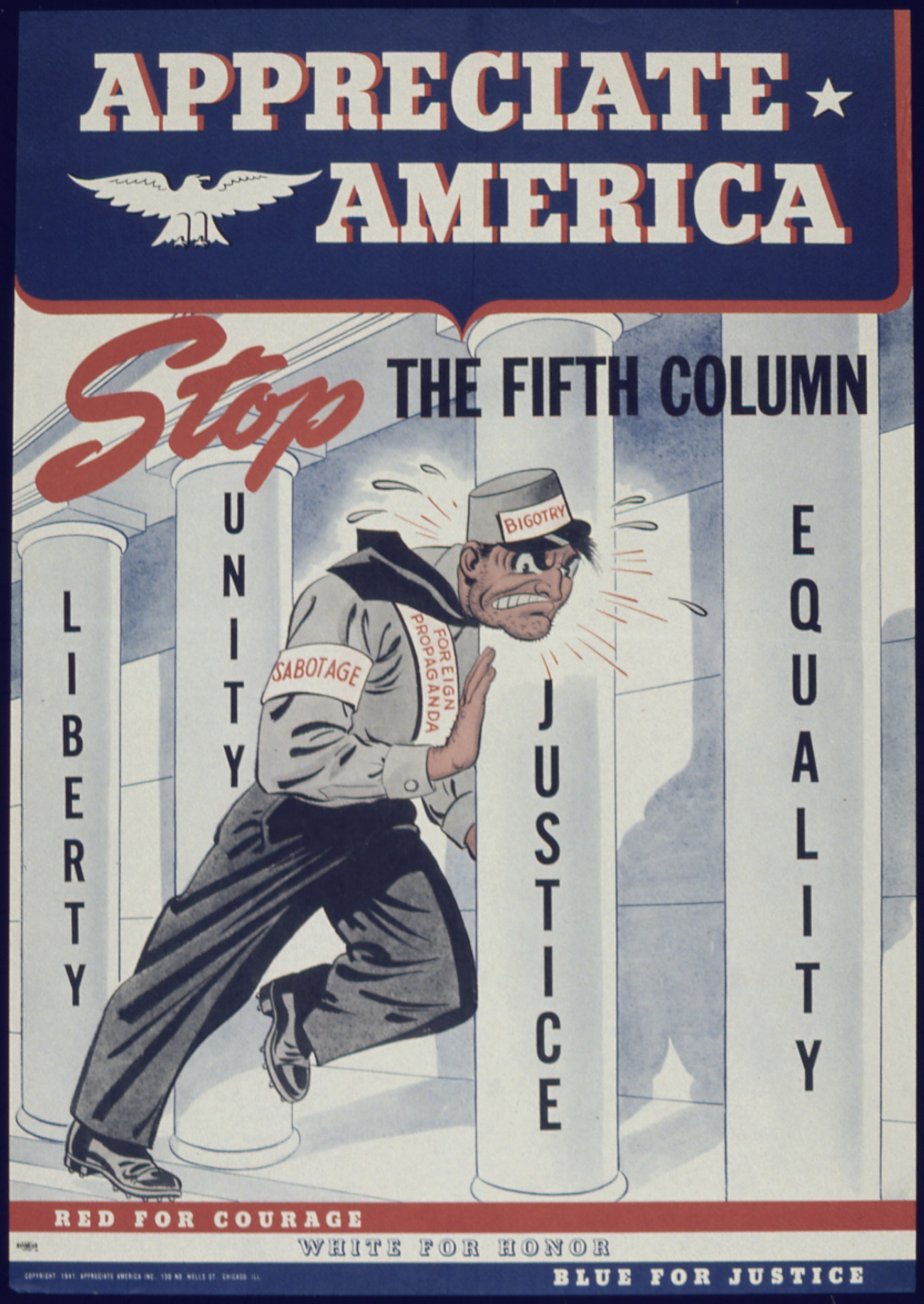
Amerikaanse poster uit de Tweede Wereldoorlog met verwijzing naar het begrip de vijfde colonne. Het Engelse woord column betekent zowel colonne als zuil. In de afbeelding is het de zuil van de sabotage die de vier andere zuilen omver wil werpen.

Na de Duitse inval in mei 1940 was men in Nederland bang dat de NSB en de in Nederland wonende Duitsers een vijfde colonne zouden vormen. Deze angst was trouwens niet typisch Nederlands: ook in België, Frankrijk, Polen en andere landen was men bang dat etnische Duitsers, inheemse fascisten en anderen een vijfde colonne zouden vormen. De geruchten die de ronde deden varieerden van plausibel tot niet geloofwaardig, en waren onder andere:
- zij die spionage plegen;
- kinderen die vergiftigd snoepgoed uitdelen;
- zij die militaire sabotage plegen;
- zij die vijandelijke troepen aanwijzingen geven;
- zij die weigeren in het leger bevelen op te volgen, munitie verkwanselen en zich tegen hun eigen bevelhebbers keren;
- zij die zich als non, monnik of soldaat vermommen;
- zij die defaitistische geruchten verspreiden en het moreel bederven;
- zij die vijandelijke troepen verborgen gecodeerde tekens geven, bijvoorbeeld tekens op daken of waslijnen voor vliegtuigen, en geheime tekens op reclame-affiches voor het landleger.

Dit leidde in de aangevallen landen tot een zekere massahysterie. Waar geruchten over de vijfde colonne werden verspreid, waren verdachte personen hun leven niet zeker. Verdachte personen werden gevangengezet, mishandeld, beroofd, geïntimideerd, verjaagd en soms ook gedood. Om verdacht te zijn, was overigens niet eens zoveel nodig. Men hoefde niet eens per se een etnische Duitser of "inheems fascist" te zijn. Ook buitenlanders in het algemeen werden als verdacht gezien - want wat deden ze anders in een door oorlog verscheurd land? Communisten waren verdacht, omdat Hitler en Stalin in 1939 het Molotov-Ribbentroppact hadden gesloten, en bovendien zouden ze met hun wereldrevolutie tot defaitisme aanzetten. Zelfs het bij zich hebben van verdachte poeders of flesjes was al een reden voor verdenking: het zou weleens springstof of vergif kunnen zijn. Er ontstaat een vicieuze cirkel: alles wat deze personen doen of bij zich hebben is verdacht, wat op zijn beurt weer de geruchten versterkt.
In Polen leidde dit alles tot geweld jegens de Volksduitsers (enkele dagen later namen die echter geholpen door het Duitse leger wraak). In Frankrijk en de Lage Landen leidde dit tot bovengenoemde willekeurige vergeldingsacties en heksenjachten. De snelle val van Frankrijk, België en Nederland zorgde dat in Groot-Brittannië verhalen van vluchtelingen over een Vijfde colonne grif werden geloofd. Dit veroorzaakte in Groot-Brittannië op zijn beurt voor paniekreacties van overheid en bevolking, hoewel er minder sprake was van willekeur. Stalin deporteerde uit voorzorg hele bevolkingsgroepen naar het oosten, terwijl de Amerikanen etnische Japanners interneerden. Daarnaast deden ook geruchten de ronde over een nazi-samenzwering in Zuid-Amerika: het Bruine Net(werk). De historicus Lou de Jong heeft in zijn proefschrift geconcludeerd dat er in Nederland en heel veel andere landen geen vijfde colonne was, en dat de meeste geruchten op zijn minst schromelijk waren overdreven.

## Tijdens de Koude Oorlog
De term werd ook gebruikt door Paul-Henri Spaak bij de Verenigde Naties om de negatieve werking van de communistische partijen in westerse landen te duiden. Verder werd de naam gebruikt tijdens het zogenoemde mccarthyisme in de Verenigde Staten, waarbij vermeende sympathisanten met het communisme werden opgepakt. Republikeins senator Joseph McCarthy meende dat er in de VS een soort van vijfde colonne was die het land uiteindelijk omver zou werpen. Dit ontketende een heksenjacht op de in de VS wonende communisten.

## Recent gebruik
Ook in recenter tijden werden in het politieke debat groeperingen als een potentiële vijfde colonne benoemd. De beschuldiging werd bijvoorbeeld gericht aan de Communistische Partij van Nederland en aan de vredesbeweging in dat land. Met name Theo van Gogh gebruikte de term regelmatig wanneer hij het had over in Nederland wonende moslims. Ook Pim Fortuyn had het erover, toen hij, in de later zo genoemde Nacht van Fortuyn, werd ontslagen door Leefbaar Nederland. In nasleep van de aanslagen gepleegd namens (IS) nam in België ook Bart De Wever de term in de mond. Op 16 maart 2022 gebruikte president Poetin de term om de oppositie in Rusland tegen de inval in Oekraïne mee aan te duiden.
Geert Wilders laat zich met enige regelmaat uit over een 'vijfde colonne' in de Nederlandse samenleving, bestaande uit Nederlanders met een dubbele nationaliteit. Zijn partij, de PVV, vindt dat deze personen niet zouden moeten kunnen stemmen of gekozen worden en geen politieke functies zouden mogen bekleden.